# Maysa Sings Songs Before Dawn
Maysa Sings Songs Before Dawn é o nono álbum de estúdio da cantora brasileira Maysa, lançado e produzido em 1961 nos Estados Unidos, enquanto Maysa fazia uma turnê no país. No mesmo ano também foi lançado em outros países da América Latina, porém a ordem das músicas mudou e seus títulos foram traduzidos para o espanhol. Na Argentina e no Uruguai o álbum chamou-se Maysa e no Peru, Maysa Matarazzo. O álbum nunca foi lançado no Brasil, tornando um mito a sua existência.
Este é o álbum de Maysa com mais canções cantadas em línguas estrangeiras (a maioria delas são cantadas em Inglês. A primeira gravação de Maysa da música francesa Ne Me Quitte Pas também está presente no álbum. O Espanhol aparece na faixa La Barca e o Português em A Noite do Meu Bem, o maior sucesso da amiga Dolores Duran.

## Faixas
| #  | Título                       | Composição                                     |
| -- | ---------------------------- | ---------------------------------------------- |
| 1  | You Better Go Now            | Robert Graham / Bicley Reichner                |
| 2  | Something To Remember You By | Howard Dietz / Arthur Schwartz                 |
| 3  | The End Of A Love Affair     | E. C. Redding                                  |
| 4  | A Noite do Meu Bem           | Dolores Duran                                  |
| 5  | If I Forget You              | Irving Caesar                                  |
| 6  | Ne Me Quitte Pas             | Jacques Brel                                   |
| 7  | When Your Love Has Gone      | Eina Swan                                      |
| 8  | Mean To Me                   | Fred Ahlert / Roy Turk                         |
| 9  | The Man That Got Away        | Harold Arlen / Ira Gershwin                    |
| 10 | Autumn Leaves                | Jacques Prevert / Johnny Mercer / Joseph Kosma |
| 11 | I'm A Fool To Want You       | J. Herron / Frank Sinatra / J. Wolf            |
| 12 | La Barca                     | Roberto Cantoral                               |